# Commodore 2031
El Commodore 2031 y el Commodore 4031 son unidades de disquete de una sola unidad de 5¼" para computadoras Commodore International. Usan una carcasa metálica similar al disco duro Commodore 9060/9090 y utilizan la interfaz paralela IEEE-488 común a las computadoras Commodore PET/CBM. Esencialmente, ambos modelos son una versión de unidad simple de las Commodore 2040/4040.

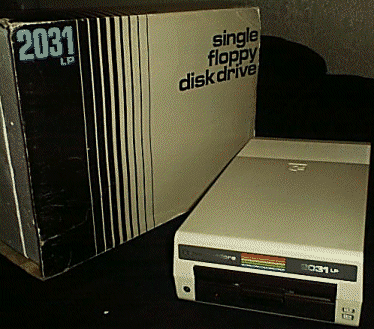
Unidad Commodore 2031lp, versión de perfil bajo de la 2031, con su caja original.

El Commodore 2031LP es funcionalmente el mismo que el 2031, pero usaba la carcasa de color beige de perfil más bajo de la segunda versión de la disquetera Commodore 1540 diseñada para uso en computadoras domésticas.
Estos modelos de unidades usan un formato de almacenamiento de datos de disquete de un solo lado y densidad única similar al que usan las unidades Commodore 1540 y Commodore 1541, pero con un marcador de datos ligeramente diferente que indica qué modelo ha formateado originalmente el disco. El formato de disco de bajo nivel es lo suficientemente similar para permitir la lectura entre modelos, pero lo suficientemente diferente como para que una serie de modelos no pueda escribir de manera confiable en discos formateados con una de las otras series. Una diferencia de un byte de encabezado adicional es lo que causa esta incompatibilidad de escritura.